# Lahore
Lahore (Punjabi: ਲਾਹੌਰ, Lāhaur, Urdu: لاہور) is de tweede stad van Pakistan; alleen Karachi is groter. In 2023 telde Lahore 13.004.135 inwoners. Het is de hoofdstad van de provincie Punjab en ligt niet ver van de grens met India. De Mogolkeizer Aurangzeb, die van 1658 tot 1707 regeerde, bouwde een van de meest befaamde monumenten van de stad, de Badshahi Masjid, en de Alamgiri Gate bij het Fort Lahore.

## Geschiedenis
Loh-awar staat voor "de fort van Loh". Volgens legende, werd Lahore opgericht door de Hindu prins Loh, de zoon van de Hindu god Rama. Tot vandaag is er een eeuwenoude tempel ter ere van Loh in Fort Lahore. Lahore is eeuwenlang de hoofdstad van de regio Noord-India geweest dat zich ooit uitstrekte tot voorbij Delhi. Tijdens de Sikh-Periode, was het de hoofdstad van de Punjab koninkrijk onder Maharaja Ranjit Singh. Het wordt nog steeds gezien als de culturele hoofdstad van de Pakistaanse provincie Punjab.
In de 21e eeuw vinden vele bomaanslagen plaats in Lahore, onder andere een aanslag in maart 2010. Op 9 maart 2013 wordt de christelijke wijk van Lahore geplunderd door moslims na geruchten over blasfemie. Meer dan 175 huizen, bijna 20 winkels en twee kerken worden verwoest. In maart 2016 kost een zelfmoordaanslag in een park aan zeker 70 mensen het leven, waaronder veel kinderen.

## Taal
Punjabi is de meest gesproken taal. Volgens de census van 1998 had 86,2% Punjabi, 10,2% Urdu en 0,4% Seraiki als moedertaal.

## Filmindustrie
De filmindustrie van Lahore wordt ook wel Lollywood genoemd (een kruising tussen Hollywood en Lahore).
In de jaren 30 van de 20e eeuw werden de films in Lahore gemaakt onder invloed van de Bollywood- en Hollywoodfilms. De reden hiervan was dat Lahore zijn eigen identiteit wilde bepalen, los van de Bombay-industrie. Er werden studio's opgericht als United People's on Ravi Road.
De filmindustrie lijdt veel onder hevige concurrentie van de Bollywoodindustrie, die meer in trek is in de regio.

## Partnersteden
- Istanboel (Turkije)
- Sariwŏn (Noord-Korea)

## Bekende inwoners van Lahore

### Geboren
- Shah Jahan (1592-1666), grootmogol
- Dalip Singh (1838-1893), maharadja ('keizer')
- Frederick Marshman Bailey (1882-1967), Brits militair
- Malik Ghulam Muhammad (1895-1956), gouverneur-generaal van Pakistan en minster
- Subramanyan Chandrasekhar (1910-1995), Indiaas-Amerikaans theoretisch natuurkundige en Nobelprijswinnaar (1983)
- Madanjeet Singh (1924-2013), kunstenaar, schrijver en ambassadeur
- Kamini Kaushal (1927), actrice
- Saad Saood Jan (1931-2005), cricketteammanager en jurist
- Prem Chopra (1935), acteur
- David Gooderson (1941), Brits acteur
- Sadhana Shivdasani (1941-2015), Indiaas actrice
- Tariq Ali (1943), Brits-Pakistaans historicus, schrijver en journalist
- Riffat Hassan (1943), Pakistaans-Amerikaans islamitisch theologe
- Shekhar Kapur (1945), filmregisseur en -producent
- Haroon Rahim (1949), tennisspeler
- Nawaz Sharif (1949), premier van Pakistan
- Shehbaz Sharif (1951), politicus; premier sinds 2022
- Asma Jahangir (1952-2018), advocate en activiste
- Imran Khan (1952), premier van Pakistan (2018-heden) en cricketspeler
- Moniza Alvi (1954), Britse dichteres
- Salima Ikram (1965), archeologe en Egyptologe
- Shahbaz Bhatti (1968-2011), minister
- Aisam-ul-Haq Qureshi (1980), tennisser
- Salman Toor (1983), kunstenaar
- F1rstman (Hassan Syed, 1992), Nederlands-Pakistaans rapper en beatboxer

### Overleden
- Qutbuddin Aibak (?-1210), sultan van het sultanaat Delhi

- Biblioteca Nacional de España: XX5747015
- Bibliothèque nationale de France: cb150260926 (data)
- Gemeinsame Normdatei: 4034107-0
- Library of Congress Control Number: n79079619
- Nationale Bibliotheek van Letland: 000336380
- MusicBrainz: 7bf1c64d-569e-4cbf-84b2-bd0e0f2fce69
- National Archives and Records Administration: 10044411
- Nationale Bibliotheek van Tsjechië: ge463335
- Nationale Bibliotheek van Israël: 987007548089605171
- Nationale en Universitaire bibliotheek Zagreb: 000637937
- Système universitaire de documentation: 06164482X
- TDVİA: lahor
- Virtual International Authority File: 130807590
- WorldCat: E39PBJqFQ8bVC6XvfkYgjJCvpP